# Spelmanslåtar från Dalarna (musikalbum)
Spelmanslåtar från Dalarna är ett musikalbum med Pål Olle, Nils Agenmark, Björn Ståbi och Ole Hjorth, utgivet 1967 av Sonet Records. Ståbi och Hjorth spelar låtar från Orsa och Pål Olle och Agenmark spelar låtar från Bingsjö.
Skivan ingick i en svensk folkmusikserie som Sonet Records gav ut och 2001 gavs skivan ut på CD som Folk Tunes from Dalarna med en utökad låtlista. Albumet var det första i ordningen som återutgivits på CD i Sonets folkmusikserie.

## Låtlista

### 1967 års LP-utgåva

#### Sida 2: Låtar från Orsa
1. "Polska efter Jämt Olle"
2. "Polska efter Bleckå, 'Systerpolska'"
3. "Polska efter Gössa Anders d.ä. och Bleckå"
4. "Polska efter Bränd Jon"
5. "Orsa brudmarsch, efter Bleckå"
6. "Polska efter Gössa Anders d.ä., 'Vallåtspolskan'"
7. "Polska efter Bleckå"
8. "Orsa storpolska, efter Bleckå"
9. "Polska efter Bleckå"
  - Solo: Björn Ståbi
10. "Polska efter Jämt Olle
  - Solo: Björn Ståbi

#### Sida 1: Låtar från Bingsjö
1. "Gånglåt efter Hjort Anders"
2. "Bröllopspolska efter Pekkos Per"
3. "Skänklåt efter Pekkos Per"
4. "Pekkos Pers storpolska"
5. "Brudmarsch efter Hjort Anders"
6. "Polska efter Pekkos Per"
7. "Pekkos Pers brudmarsch"

## 2001 års CD-utgåva
Spåren 18-24 är tidigare outgivna.

### Tunes from Orsa. Björn Ståbi & Ole Hjorth.
1. "Polska after Jämt Olle"
2. "Polska after Bleckå. 'Systerpolska'"
3. "Polska after Gössa Anders (the older) and Bleckå"
4. "Polska after Bränd Jon"
5. "Orsa Bridal March after Bleckå"
6. "Polska after Gössa Anders (the older). 'Vallåtspolskan'"
7. "Polska after Bleckå"
8. "'Orsa storpolska' after Bleckå"
9. "Polska after Bleckå"
10. "Polska after Jämt Olle"

### Tunes from Bingsjö. Nils Agenmark & Pål Olle.
1. "Wedding Polska after Pekkos Per"
2. "'Skänklåt' after Pekkos Per"
3. "Pekkos Per's Storpolska"
4. "Bridal March after Hjort Anders"
5. "Polska after Pekkos Per"
6. "Pekkos Per's Bridal March"

### Tidigare outgivna låtar
"Polska after Timas Hans, Ore" (hade nr 18 i häftet, men fanns inte med på skivan)
- Solo: Björn Ståbi

18. "Orsa Bridal Polska" (hade nr 19 i häftet)
- Björn Ståbi, Ole Hjorth

19. "The Devil's Polska. 'The Rapsody Polska', after Hjort Anders" (hade nr 21 i häftet)
- Nils Agenmark, Pål Olle

20. "'Brudhisslåt' (Långdans) after Hjort Anders" (hade nr 22 i häftet)
- Solo: Nils Agenmark

21. "Polska after Gössa Anders" (hade nr 20 i häftet)
- Solo: Björn Ståbi

22. "'Målargubbens brudpolska' after Hjort Anders" (hade nr 23 i häftet)
- Solo: Ole Hjorth

23. "Polska after Ritekt Jerk, Bingsjö" (hade nr 24 i häftet)
- Nils Agenmark, Pål Olle

24. "Herding Tune and Polska after Hjort Anders" (hade nr 25 i häftet)
- Solo: Ole Hjorth

Total tid: 50:01

## Medverkande
- Pål Olle
- Nils Agenmark
- Björn Ståbi
- Ole Hjorth
- Dag Häggqvist – producent
- Olle Swembel – inspelningstekniker